# Aartsbisdom Burgos
Het aartsbisdom Burgos (Latijn: Archidioecesis Burgensis; Spaans: Archidiócesis de Burgos) is een in Spanje gelegen rooms-katholiek aartsbisdom met zetel in de stad Burgos. De aartsbisschop van Burgos is metropoliet van de kerkprovincie Burgos waartoe ook de volgende suffragane bisdommen behoren:
- Bisdom Bilbao
- Bisdom Osma-Soria
- Bisdom Palencia
- Bisdom Vitoria

## Geschiedenis
In 1075 werd Burgos een bisschopszetel. Dit was het gebied van het historische bisdom Oca. Dit bisdom ging verloren tijdens de Moorse overheersing van het Iberisch Schiereiland. Nadat Burgos bisschopszetel geworden was, groeide Burgos  als kroningsstad van de koningen van Castillië. In 1221 werd begonnen met de bouw van de kathedraal van Burgos. Deze was meer dan 300 jaar later, in 1567, gereed. In de 11e en 12e eeuw vonden in Burgos twee nationale concilies gehouden, waarvan de eerste (1078 of 1080) met name ging over het invoeren van de Romeinse ritus, in plaats van de Mozarabische ritus. In 1574 werd Burgos door paus Gregorius XIII verheven tot aartsbisdom. Het huidige territorium is nagenoeg gelijk aan dat van de provincie Burgos.

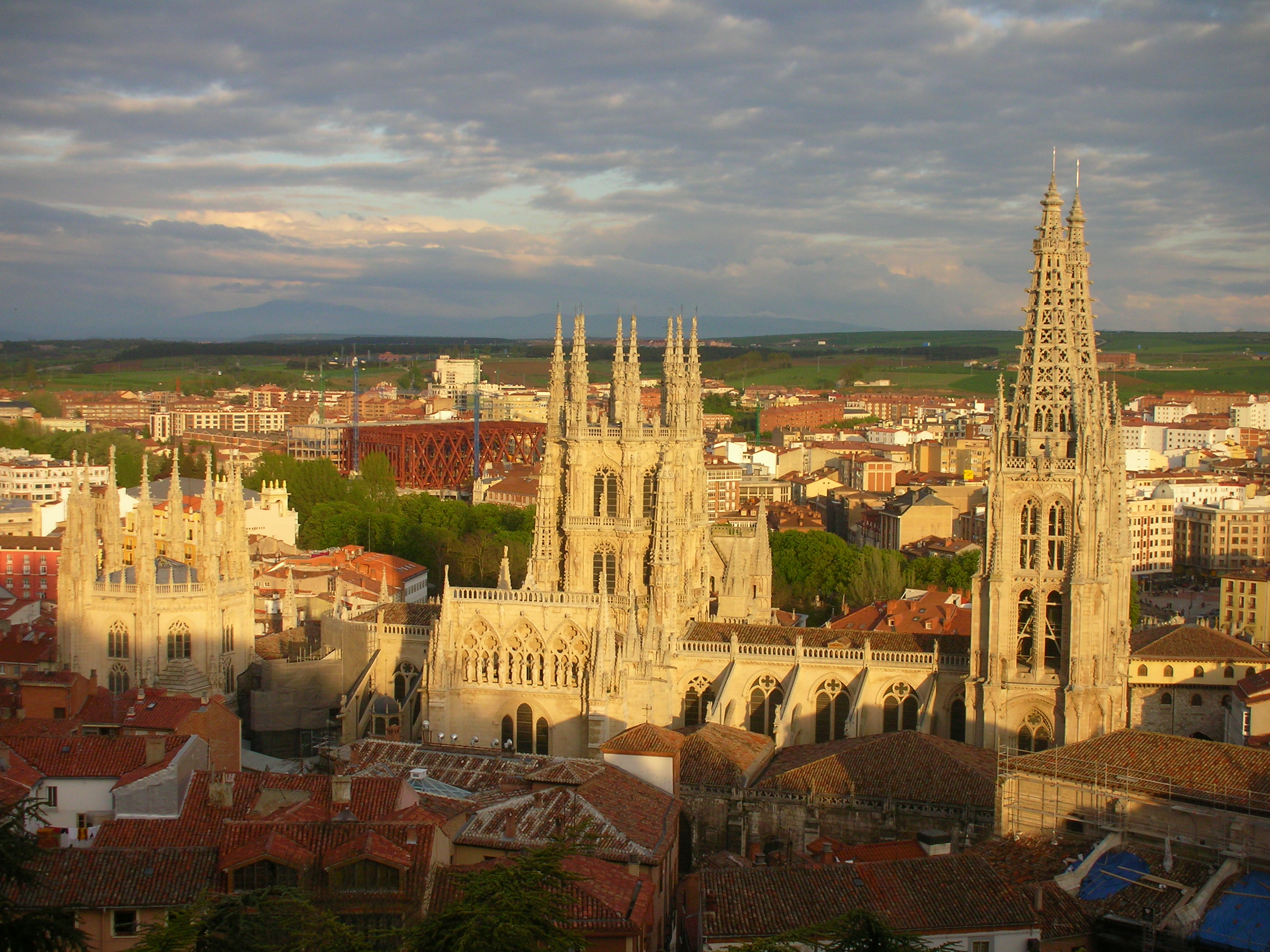
Kathedraal van Burgos
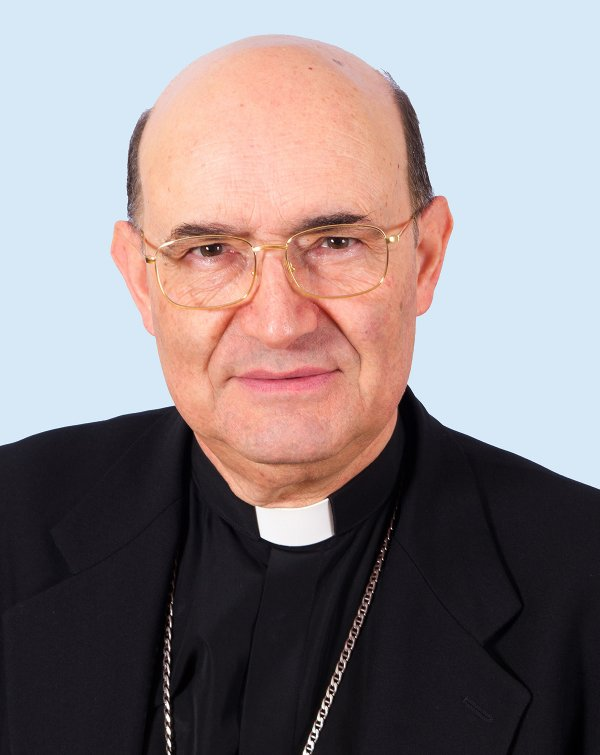
aartsbisschop Fidel Herráez Vegas

## Lijst van aartsbisschoppen van Burgos
- 1574-1579: Francisco Pacheco de Toledo
- 1580-1599: Cristóbal Vela y Acuña
- 1600-1604: Antonio Zapata y Cisneros
- 1604-1612: Alfonso Manrique
- 1613-1629: Fernando de Acevedo González
- 1630-1631: José González Villalobos
- 1631-1640: Fernando de Andrade y Sotomayor
- 1640-1655: Francisco Manso de Zúñiga
- 1657: Juan Pérez Delgado
- 1658-1663: Antonio Payno Osorio
- 1663-1664: Diego de Tejada y la Guardia
- 1665-1679: Enrique de Peralta y Cárdenas
- 1680-1701: Juan de Isla
- 1702: Francisco de Borja y Ponce de León
- 1703-1704: Fernando Manuel de Mejía
- 1705-1723: Manuel Francisco Navarrete
- 1724-1728: Lucas Conejero de Molina
- 1728-1741: Manuel de Samaniego y Jaca
- 1741-1744: Diego Felipe de Perea y Magdaleno
- 1744-1750: Pedro de la Cuadra y Achica
- 1751-1757: Juan Francisco Guillén Isso
- 1757-1761: Onésimo de Salamanca y Zaldívar
- 1761-1764: Francisco Díaz Santos del Bullón
- 1764-1791: José Javier Rodríguez de Arellano
- 1791-1797: Juan Antonio de los Tueros
- 1797-1801: Ramón José de Arce
- 1802-1822: Manuel Cid y Monroy
- 1824-1825: Rafael Manuel José Benito de Vélez O.F.M.
- 1825-1829: Alonso Cañedo y Vigil
- 1830-1832: Joaquín López y Sicilia
- 1832-1840: Ignacio Rives y Mayor
- 1847-1848: Ramón Montero
- 1849-1857: Cirilo Alameda y Brea O.F.M.
- 1857-1867: Fernando de la Puente Primo de Rivera
- 1867-1882: Anastasio Rodrigo Yusto
- 1883-1886: Saturnino Fernández de Castro y de la Cotera
- 1886-1893: Manuel Gómez Salazar y Lucio Villegas
- 1894-1909: kardinaal Gregorio María Aguirre García O.F.M.
- 1909-1912: Benito Murúa y López
- 1913-1918: José Cadena y Eleta
- 1919-1926: kardinaal Juan Benlloch y Vivó
- 1926-1927: Pedro Segura y Sáenz
- 1928-1944: Manuel de Castro y Alonso
- 1944-1963: Luciano Pérez Platero
- 1964-1983: Segundo García de la Sierra y Méndez
- 1983-1992: Teodoro Cardenal Fernández
- 1992-2002: Santiago Martínez Acebes
- 2002-2015: Francisco Gil Hellín
- 2015-2020: Fidel Herráez Vegas
- sinds 2020: Mario Iceta Gavicagogeascoa